# Javier Saviola
Javier Pedro Saviola Fernández (Buenos Aires, 11 de dezembro de 1981) é um ex-futebolista argentino que atuava como atacante. Atualmente é auxiliar técnico da equipe Sub-17 do Barcelona.
Faz parte da lista FIFA 100, lista elaborada por Pelé em 2004 com os 123 melhores jogadores da história.

## Carreira

### River Plate
Revelado nas categorias de base do River Plate, destacou-se muito novo e logo foi promovido aos profissionais, onde estreou no Campeonato Argentino com apenas 16 anos de idade. Jogador de baixa estatura (1,68 m), mas muito veloz e habilidoso, logo tornou-se um dos principais atacantes da equipe. Pelos Milionários, Saviola conquistou dois títulos do Campeonato Argentino: o Apertura de 1999 e o Clausura de 2000.
No ano de 2001, pela Seleção Argentina Sub-20, destacou-se ao lado de Maxi Rodríguez e Andrés D'Alessandro e acabou sendo a estrela da Copa do Mundo FIFA Sub-20. Além de artilheiro, Saviola foi considerado o melhor jogador da competição.

### Barcelona

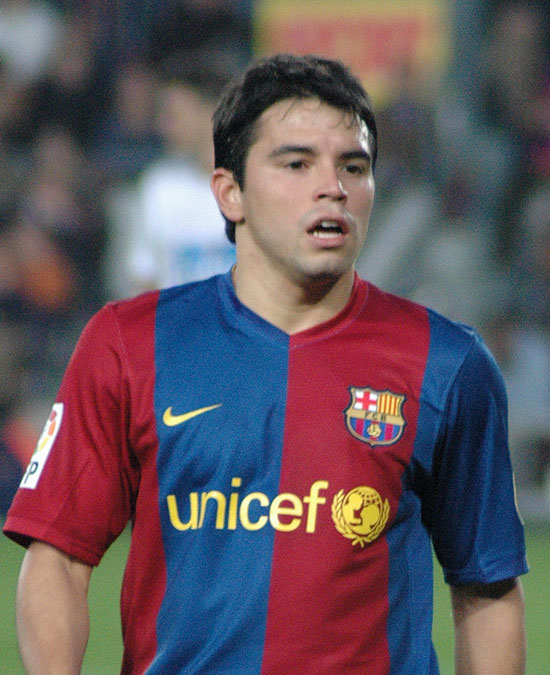
Saviola no Barcelona em 2007

Depois do Mundial, já com 19 anos, foi vendido para o Barcelona em julho de 2001, que pagou 35,9 milhões de euros pela contratação. Apesar de jogar a um nível aceitável durante as três primeiras temporadas no Barça, no verão de 2004, quando obteve a nacionalidade espanhola, foi emprestado por uma temporada ao Monaco, pelo qual disputou a Ligue 1 (Campeonato Francês) e a Liga dos Campeões da UEFA na temporada 2004–05. Depois de jogar no Principado, foi emprestado ao Sevilla para a temporada 2005–06, jogando a La Liga, a Copa do Rei e conquistando a Copa da UEFA.
Voltou ao Barcelona no verão de 2006, pois ainda possuía contrato até o ano seguinte. Devido às lesões de alguns dos seus companheiros de ataque, Saviola passou a ter mais oportunidades com o técnico Frank Rijkaard. Destacou-se ao marcar um hat-trick contra o Deportivo Alavés em jogo válido pela Copa do Rei.

### Real Madrid
Ao final da temporada 2006–07, acabou indo para o Real Madrid em julho. Pela equipe merengue, Saviola fez parte da conquista da La Liga de 2007–08, mas acabou sendo pouco utilizado; o argentino atuou em poucas partidas, sempre como reserva de Raúl ou Robinho. Mesmo assim, é um dos poucos jogadores a jogar nos dois clubes rivais, causando assim alguma discriminação entre os torcedores de ambos os clubes.

### Benfica

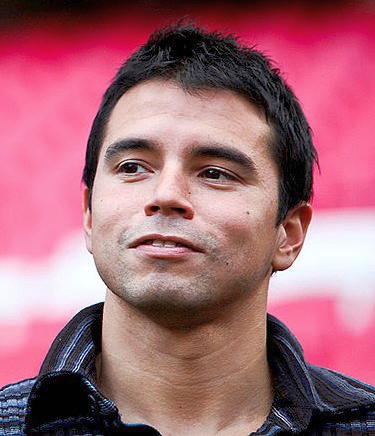
Saviola em 2009, durante sua apresentação no Benfica

Foi anunciado pelo Benfica no dia 26 de junho de 2009, assinando contrato válido por três anos. Contratado por 5 milhões de euros, passou a ser o jogador mais bem pago de Portugal. Marcou seu primeiro gol pelo novo clube num jogo contra o Sion, de pênalti, após uma boa atuação onde mostrou rápido entrosamento com o meio-campista Pablo Aimar e o centroavante Óscar Cardozo. No primeiro jogo (terceiro da pré-temporada), em Portugal, no Torneio do Guadiana, Saviola marcou dois gols na sequência em dois lances de bola parada, o que permitiu que o Benfica virasse o resultado negativo de 1 a 0 para 2 a 1, colocando assim o clube na final da competição. Com a vitória na final, com gols de Cardozo e Miguel Vítor, o argentino foi eleito o melhor jogador do torneio.
Saviola recebeu muitos elogios pelo seu desempenho na pré-temporada do Benfica, pois parecia que ele e Cardozo já se conheciam há anos, tendo sido estes dois responsáveis pela maioria dos golos na pré-época do Benfica.

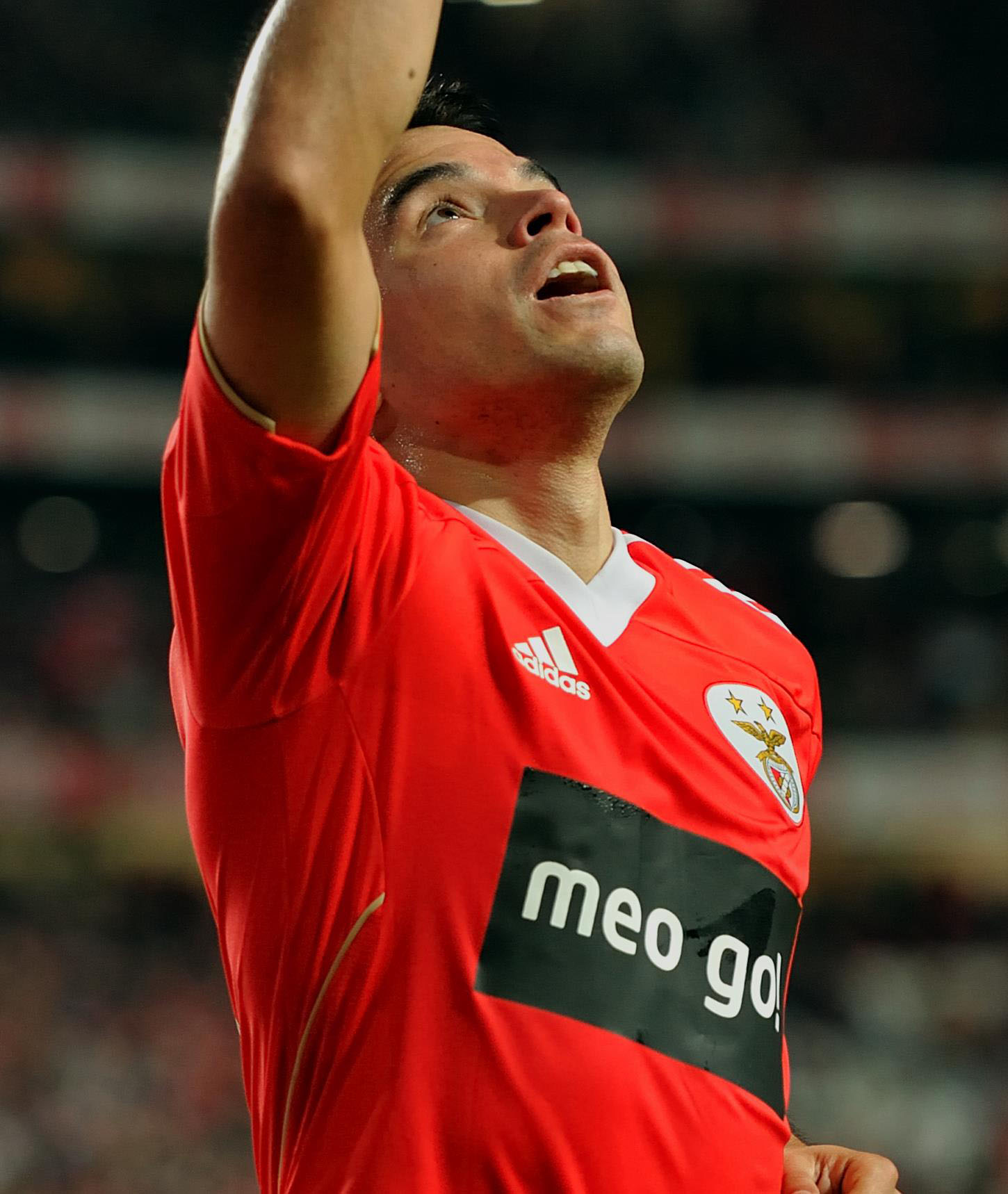
Saviola pelo Benfica em 2011

Quando a temporada oficial começou, em agosto, a dupla Saviola/Cardozo continuou brilhando, demonstrando um nível exibicional bastante elevado (tal como o restante da equipe), bem como uma veia goleadora que contribui para fazer do ataque benfiquista o mais eficaz das maiores ligas europeias e contribuiu para a eleição de melhor jogador do mês de dezembro (de 2009) pelo Sindicato dos Jogadores Profissionais de Futebol (SJPF). O seu melhor momento com a camisola encarnada ocorreu no dia 20 de dezembro de 2009, quando aproveitou um passe do zagueiro David Luiz e apareceu nas costas dos defensores do Porto para fazer o 1 a 0 e assim dar a vitória às águias frente ao seu maior rival.
No total pelo Benfica, disputou 122 jogos em todas as competições e marcou 39 gols, dos quais 22 foram pela Primeira Liga. Viveu uma das melhores fases da sua carreira no Benfica, onde se reinventou e ganhou um Campeonato e três Taças da Liga.

### Málaga
No dia 30 de agosto de 2012, com perspectivas de ser pouco utilizado, rescindiu com Benfica e transferiu-se para o Málaga.

### Olympiacos
Após ser especulado nos nos brasileiros Internacional e Santos, em julho de 2013 assinou por duas temporadas com o grego Olympiacos.

### Hellas Verona
No dia 1 de setembro de 2014, Saviola foi anunciado como novo reforço do Hellas Verona.

### Retorno ao River Plate
Depois de não ter renovado o contrato com o clube italiano, acertou seu retorno ao River Plate no dia 23 de junho de 2015, após 14 anos no futebol europeu. Voltou então a jogar com o meia Pablo Aimar, depois de ter atuado com o compatriota também no Benfica.

## Futsal
Longe dos gramados em 2018, jogando pela equipe do Encamp, de Andorra, conquistou o Campeonato Nacional de Futsal.

## Títulos
River Plate
- Campeonato Argentino: 1999 (Apertura) e 2000 (Clausura)
- Copa Libertadores da América: 2015
- Copa Suruga Bank: 2015

Sevilla
- Copa da UEFA: 2005–06

Barcelona
- Supercopa da Espanha: 2006

Real Madrid
- La Liga: 2007–08
- Supercopa da Espanha: 2008

Benfica
- Primeira Liga: 2009–10
- Taça da Liga: 2009–10, 2010–11 e 2011–12

Olympiacos
- Super Liga Grega: 2013–14

Seleção Argentina
- Copa do Mundo FIFA Sub-20: 2001
- Jogos Olímpicos: medalha de ouro em 2004

### Prêmios individuais
- Jogador do Ano da Argentina: 1999
- Futebolista Sul-Americano do Ano: 1999
- Melhor jogador da Copa do Mundo FIFA Sub-20: 2001
- Troféu EFE: 2001–02
- FIFA 100: 2004[2]
- Jogador do Mês da Primeira Liga: dezembro de 2009
- Melhor jogador da Primeira Liga: 2009–10
- Bola de Ouro A Bola: 2010

### Artilharias
- Torneio Apertura: 1999
- Copa do Mundo FIFA Sub-20: 2001 (11 gols)
- Copa do Rei: 2006–07